# بيرسي تيت
بيرسي تيت (بالإنجليزية: Percy Tait)‏ هو متسابق دراجات نارية إنجليزي. نافس في سباقات بطولة العالم لفئة 500 سي سي. كما شارك في كأس جزيرة مان السياحية.